# Жуан Мораїш
Жуан Мораїш (порт. João Morais, 6 березня 1935, Кашкайш — 27 квітня 2010, Віла-ду-Конде) — португальський футболіст, що грав на позиції захисника.
Виступав, зокрема, за «Спортінг», з яким став дворазовим чемпіоном Португалії, а також володарем Кубка Португалії та Кубка володарів кубків УЄФА, а також національну збірну Португалії, з якою був учасником чемпіонату світу 1966 року.

## Клубна кар'єра
Народився 6 березня 1935 року в місті Кашкайш. Вихованець футбольної школи клубу «Спортінг» (Алкабідеше), з якої 1951 року потрапив до академії команди «Ешторіл Прая», в якій провів три сезони, але на дорослому рівні так і не дебютував.
1954 року став гравцем клубу другого дивізіону «Калдаш», з яким у першому ж сезоні вийшов до вищого дивізіону, а 1956 року став гравцем іншої команди вищого дивізіону «Торреенсе», де за два сезони забив 18 голів, привернувши увагу місцевих грандів.
У 1958 році він перейшов до діючого національного чемпіона клубу «Спортінг». Відіграв за лісабонський клуб наступні одинадцять сезонів своєї ігрової кар'єри. За цей час двічі виборював титул чемпіона Португалії у сезонах 1961/62 та 1965/66, а 1963 року став володарем Кубка Португалії. Втім найбільшим досягненням для гравця стала перемога у Кубку володарів кубків УЄФА в 1964 році, коли саме Мораїш у другому фінальному матчі забив єдиний гол у зустрічі з угорським МТК (Будапешт), принісши своїй команді трофей.
Мораїш залишив «левів» у червні 1969 року і протягом 1970—1972 років захищав кольори клубу «Ріу-Аве», а завершив ігрову кар'єру у команді «Пасуш ді Феррейра», за яку виступав протягом 1972—1973 років.

## Виступи за збірну
18 червня 1966 року дебютував в офіційних матчах у складі національної збірної Португалії в товариській грі проти Шотландії (1:0) в Глазго, а вже наступного місяця поїхав з командою на чемпіонат світу 1966 року в Англії, на якому команда здобула бронзові нагороди, а сам Жуан зіграв у трьох матчах. Найбільш відомим на турнірі став тим, що у останньому матчі групового етапу з Бразилією завдав серйозної травми Пеле, який залишився на полі серйозно накульгуючи, оскільки заміни на чемпіонаті не були передбачені, а команда граючи фактично вдесятьох зазнала поразки 1:3, через яку латиноамениканці сенсаційно вилетіли з турніру на груповій стадії, а сам Пеле заявив, що більше ніколи не гратиме на чемпіонатах світу. Тим не менш арбітр матчу Джордж Маккейб не показав португальцю червону картку, що видання The Telegraph у 2010 році внесло до числа 10 найгірших суддівських помилок в історії чемпіонатів світу.
Після «мундіалю» Мораїш зіграв у трьох матчах невдалого для португальців відбору до чемпіонату Європи 1968 року, одна з яких і стала останньою грою за збірну — 8 червня 1967 року проти Норвегії (2:1). Загалом протягом кар'єри у національній команді, яка тривала 2 роки, провів у її формі 9 матчів.
Помер 27 квітня 2010 року на 76-му році життя у місті Віла-ду-Конде після тривалої хвороби.

## Титули і досягнення
- Чемпіон Португалії (2):

«Спортінг»: 1961–62, 1965–66
- Володар Кубка Португалії (1):

«Спортінг»: 1962–63
- Володар Кубка Кубків УЄФА (1):

«Спортінг»: 1963–1964
- Бронзовий призер чемпіонату світу: 1966

### Особисті
- Срібна медаль Ордена інфанта Енріке: 19 грудня 1966